# Književnost u 1928.
◄◄ | ◄ | 1925. | 1926. | 1927. | 1928.  | 1929. | 1930. | 1931. | ► | ►►
Arhitektura • Astronomija • Biologija • Film • Fotografija • Glazba • Kazalište • Kemija • Kiparstvo • Knjige • Književnost • Kršćanstvo • Meteorologija • Medicina • Planinarstvo • Politika • Pravo • Promet • Slikarstvo • Strip • Šport • Televizija • Znanost • Zrakoplovstvo • Željeznički promet
Književnost u 1928.

## Svijet

### Nagrade i priznanja
- Nobelova nagrada za književnost:

## Hrvatska i u Hrvata

### Književna djela
- Vuci Milutina Cihlara Nehajeva
- Breza Slavka Kolara
- U agoniji Miroslava Krleže

### Rođenja
- 16. ožujka – Slavko Mihalić, hrvatski pjesnik, novelist, novinar, književni kritičar i akademik († 2007.)
- 19. rujna – Josip Pupačić, hrvatski književnik, književni kritičar i povjesničar književnosti († 1971.)

## Vanjske poveznice
|  | Zajednički poslužitelj ima još gradiva o temi Književnost u 1928. |